# Második nagyszebeni ütközet
A második nagyszebeni ütközet az 1848-49-es forradalom és szabadságharc egyik erdélyi csatája volt, 1849. március 11-én, Nagyszeben közelében.

## Előzmények
Erdélyben a győzelmek és a vereségek csaknem hetente váltogatták egymást, mióta a lengyel származású Bem József lett az erdélyi magyar haderő főparancsnoka. Még decemberben felszabadította Észak-Erdélyt, helyreállította a kapcsolatot a Székelyfölddel, Urban ezredest kiszorította Bukovinába, és újonctoborzást kezdett a visszafoglalt területeken.

A második nagyszebeni csata hadmozdulatai

## Az ütközet lefolyása

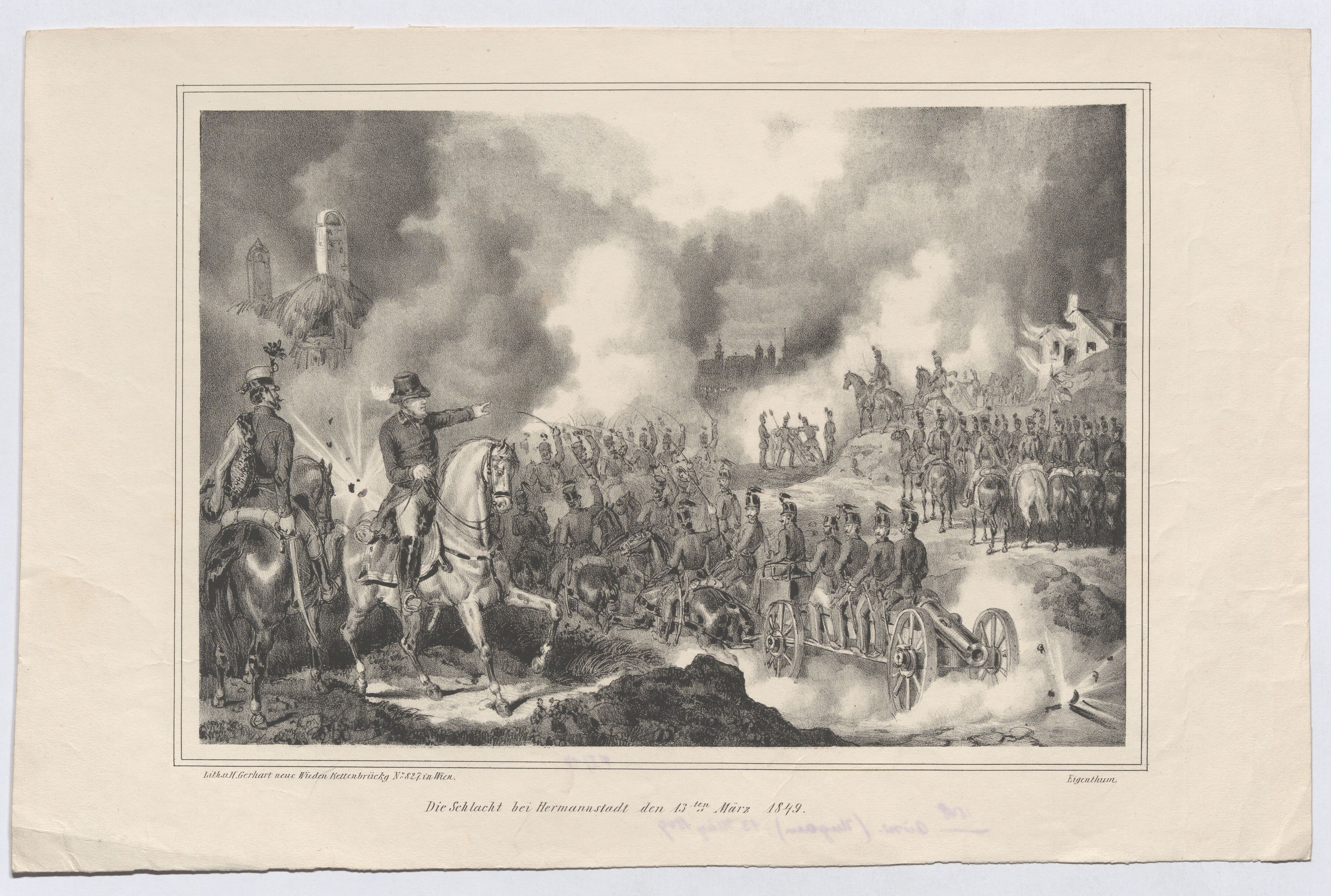
Nagyszeben bevétele

Bem József seregével március 10-én kapott hírt a császári hadak közeledéséről. A parancsnok egy Nagyszebenhez közel eső rétet választott hadszíntérül. Eközben a Puchner Antal Szaniszló vezette császári és orosz erők körbefogták őket északkeleti irányból. Bem József seregei március 11-én délelőtt megindították rohamukat az őket gyűrűbe záró császári és orosz csapatok ellen, melyek magukra húzva, apró darabonként akarták felmorzsolni a honvédséget. Bem József parancsára azonban a magyar huszárok egy tömbben maradtak, nem estek szét. Végül másfél órás küzdelem után a rohamtól meggyengült dragonyossereg összeomlott. Az áttörő magyar honvédok kettévágva a császári erőket, tovább nyomultak Nagyszeben felé. A város egyetlen elszánt roham után elesett, a császári csapatok pedig visszavonultak.

## Következmények

A második nagyszebeni csata - Erdély panoráma

Miután Nagyszeben magyar kézre került, Bem Józsefet előléptették altábornaggyá. Március 25-re az orosz és császári csapatok kihátráltak Erdélyből. 